# Меттенлейтер, Иоганн Якоб
Иоганн Якоб (Яков) Меттенлейтер (Меттенлайтер) Младший (нем. Johann Jacob Mettenleiter Jünger; 9 августа 1750, Хайденхайм-ан-дер-Бренц, Баден-Вюртемберг — 25 февраля 1825, Гатчина) — немецкий художник: рисовальщик, живописец и гравёр, мастер офорта. Член большой семьи немецких художников. Работал в России. Придворный живописец «малого двора», академик Императорской Академии художеств в Санкт-Петербурге.
Иоганн Якоб родился 9 августа 1750 года в семье мастера-часовщика и школьной учительницы. В иных источниках «главой семьи» называется гравёр и литограф Иоганн Михаэль Меттенлайтер Старший, работавший в Мюнхене. Первое художественное образование получил у Иоганна Георга Цинка из Нересхайма и художника Урбана в Швебиш-Гмюнде. На его дальнейшее творчество повлияли фрески живописца Мартина Кноллера в соседнем аббатстве Нересхайм.
Будущий художник путешествовал по Германии. Через Штутгарт он достиг Мангейма и Шпайера, а в 1773 году переехал в Амстердам, где был завербован в солдаты голландской Капской колонии. В Кейптауне ему удалось заработать небольшое состояние на своем искусстве, что позволило ему откупиться от дальнейшей военной службы и вернуться в Амстердам.
Оттуда он в 1775 году вместе со своим десятилетним братом Иоганном Михаэлем Меттенлейтером Младшим (1765—1853), позднее ставшим гравёром и литографом, через Мюнхен и Аугсбург отправился в Италию. Дальнейшие поездки привели его ещё раз в Амстердам и Вену.

## Меттенлейтер в России
В 1786 году Меттенлейтер приехал в Санкт-Петербург, где и остался навсегда. В том же году получил звание «назначенного в академики», а затем звание академика по «живописи домашних упражнений и кабинетных картин во фламандском вкусе».
С 1790 года немецкий живописец писал виды Павловска и Гатчины по заказу великого князя Павла Петровича и великой княгини Марии Фёдоровны. Эти картины представляют кроме художественного исторический интерес, поскольку на них в подробностях запечатлены особенности ландшафта и построек того времени.
Кроме этих работ художник написал плафон «Триумф Венеры» (1797) для Павильона Венеры в Гатчине, созданного по образцу такого же в парке Шантийи близ Парижа. Н. Е. Лансере назвал это произведение посредственным «и по краскам и по рисунку», однако не нарушающим ансамбля. Меттенлейтер также написал алтарную картину «Мистическое обручение святой Екатерины Александрийской» для римско-католической церкви Святой Екатерины на Невском проспекте в Санкт-Петербурге (не сохранилась) и несколько плафонов для Михайловского замка (в Тронном зале и Галерее Рафаэля). Принимал участие в оформлении «Лоджий Рафаэля» в здании Старого Эрмитажа. Также известны его работы по росписи церквей в Санкт-Петербурге и в усадьбе Монрепо в Выборге, имении барона Людвига Генриха фон Николаи.
В Гатчине Меттенлейтер жил в Кухонном каре Большого Гатчинского дворца. Существует легенда, что сразу после убийства императора Павла I именно Меттенлейтер гримировал его изуродованное лицо.
Якоб Меттенлейтер скончался в Гатчине 25 февраля 1825 года и был похоронен на Малоколпанском кладбище около кирхи Святого Петра (кладбище не сохранилось). Его сын, Павел Яковлевич (09.10.1793—15.07.1843), был похоронен на Гатчинском Колпинском кладбище.

## Галерея

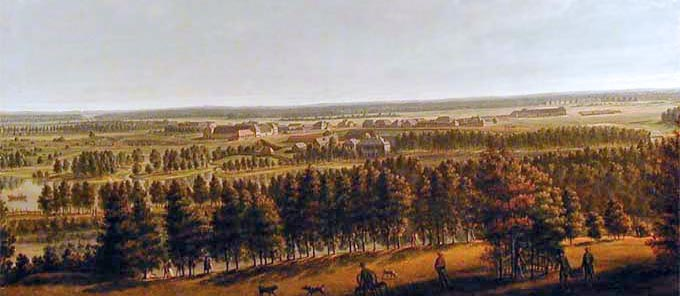
Вид на Гатчинскую Мызу и деревни с Сигнальной башни Гатчинского Дворца. Деталь. Между 1792 и 1793. Большой дворец, Гатчина
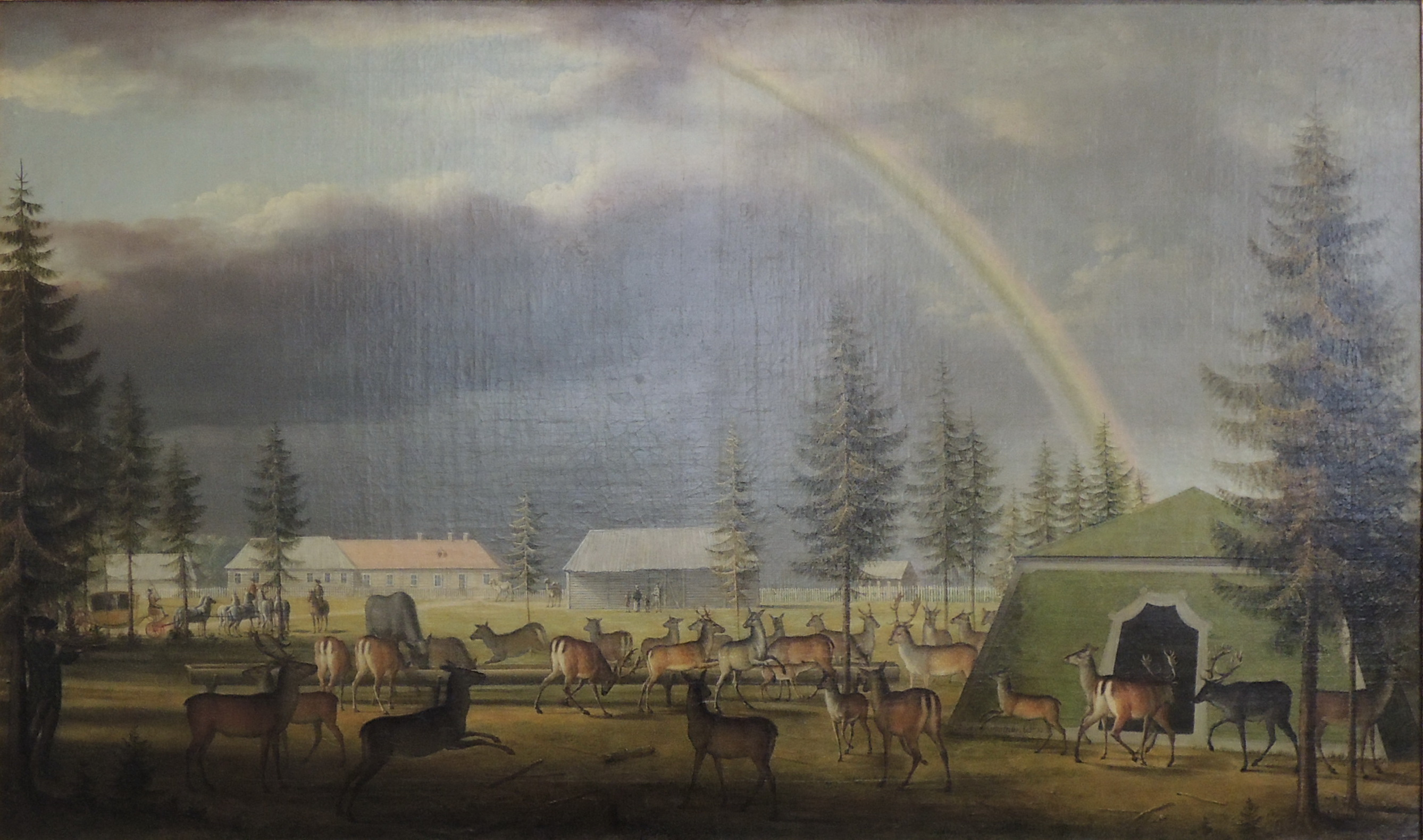
Зверинец в Гатчине. Холст, масло. Большой дворец, Гатчина
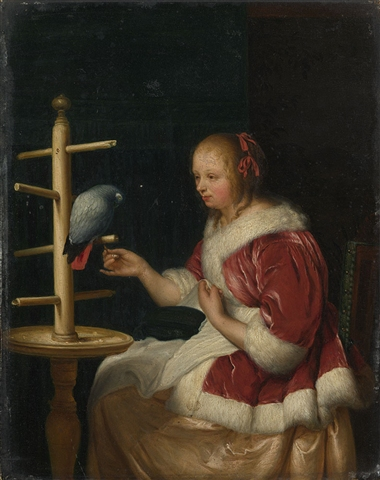
Девушка с птицей. Ок. 1800. Дерево, масло
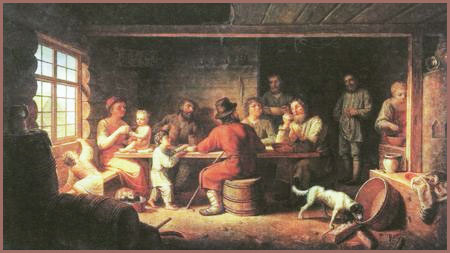
Деревенский обед
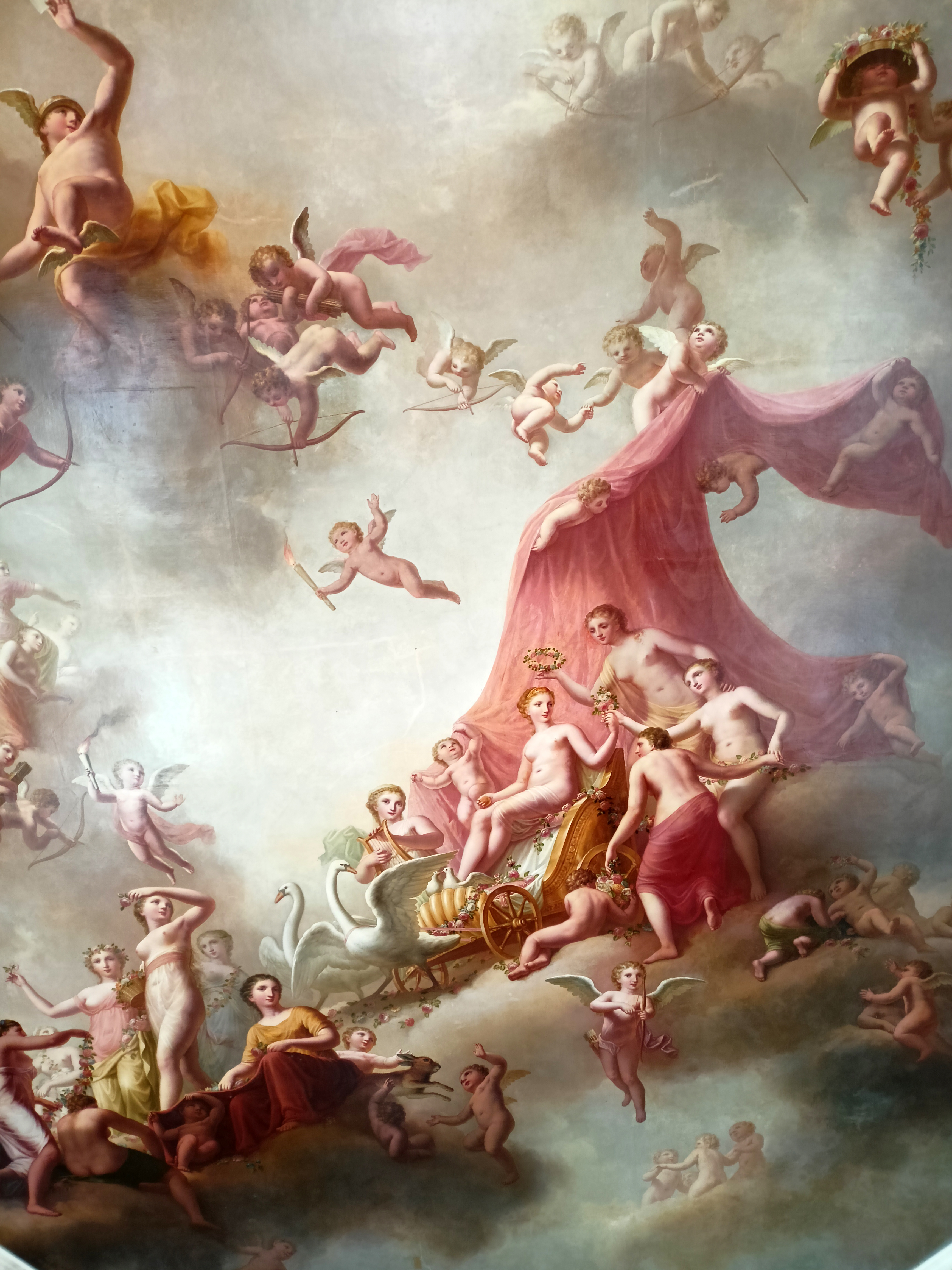
Триумф Венеры. 1797. Холст, масло. Деталь плафона (воссоздание). Павильон Венеры, Гатчина
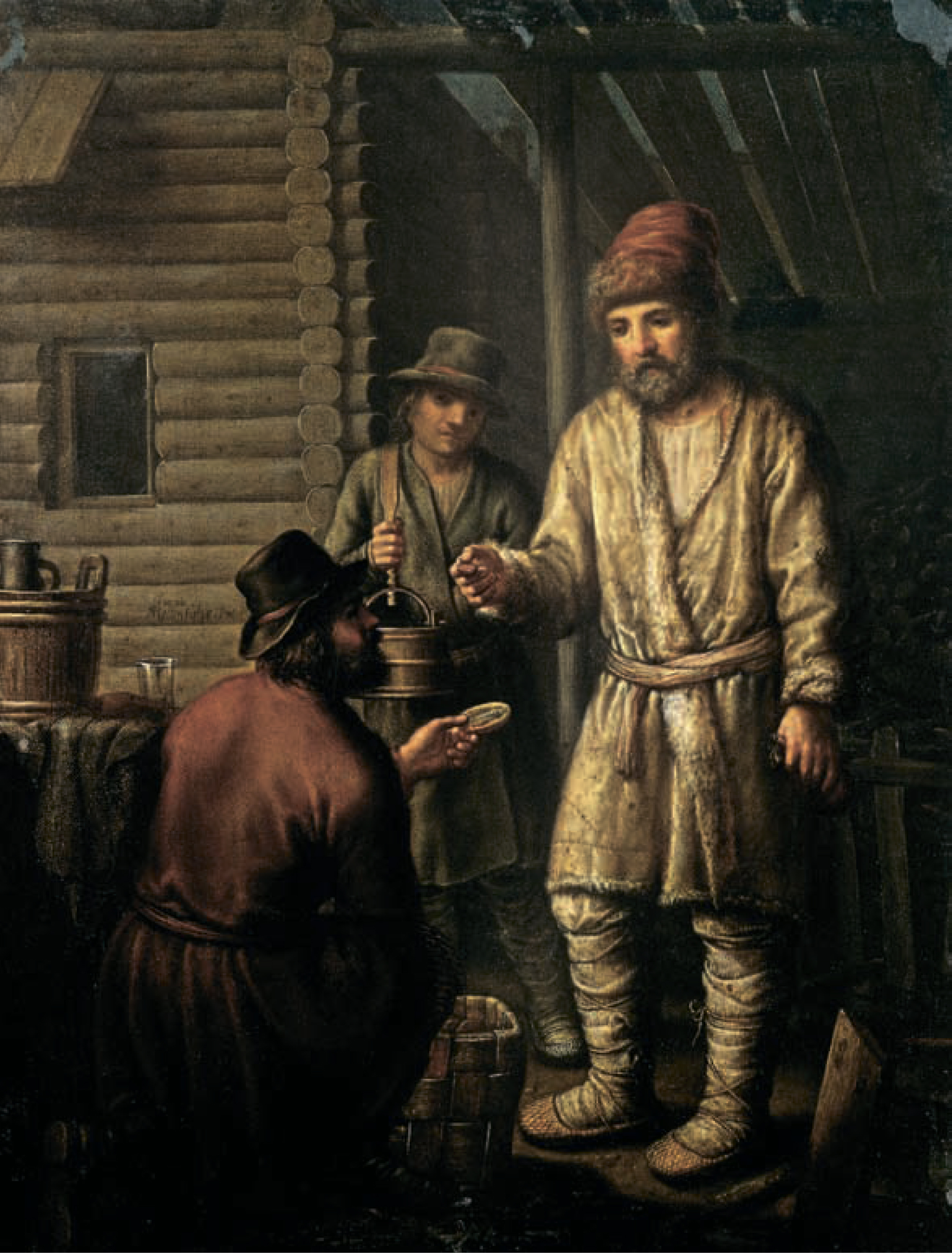
Крестьяне и торговец пирогами. 1780-е. Медь, масло. Государственный Русский музей, Санкт-Петербург
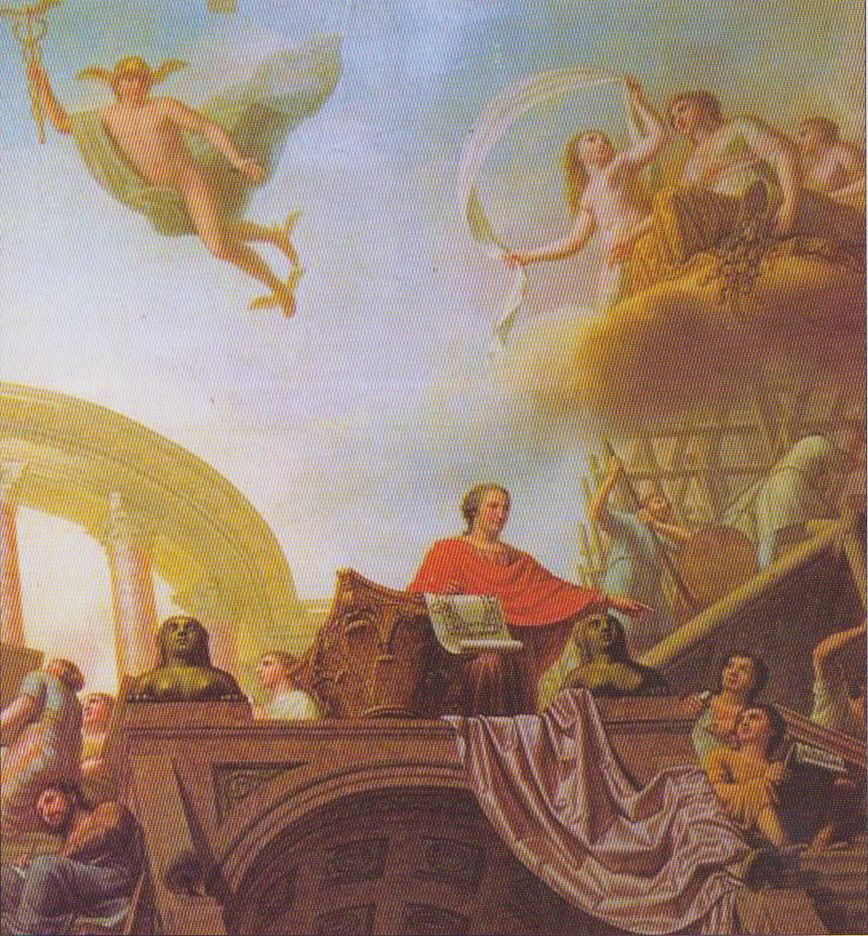
Портрет архитектора В. Бренны. 1800. Деталь росписи плафона Михайловского замка. Санкт-Петербург